# Parintins
Parintins es un municipio de Brasil situado en el estado de Amazonas. Con una población de 108.250 habitantes es la segunda mayor ciudad del estado. Está situada a 228 km de Manaos y posee un área de 5.952 km². 
En esta ciudad amazónica se lleva a cabo el Festival Folclórico de Parintins todos los años en el último fin de semana de junio. 

## Galería de imágenes

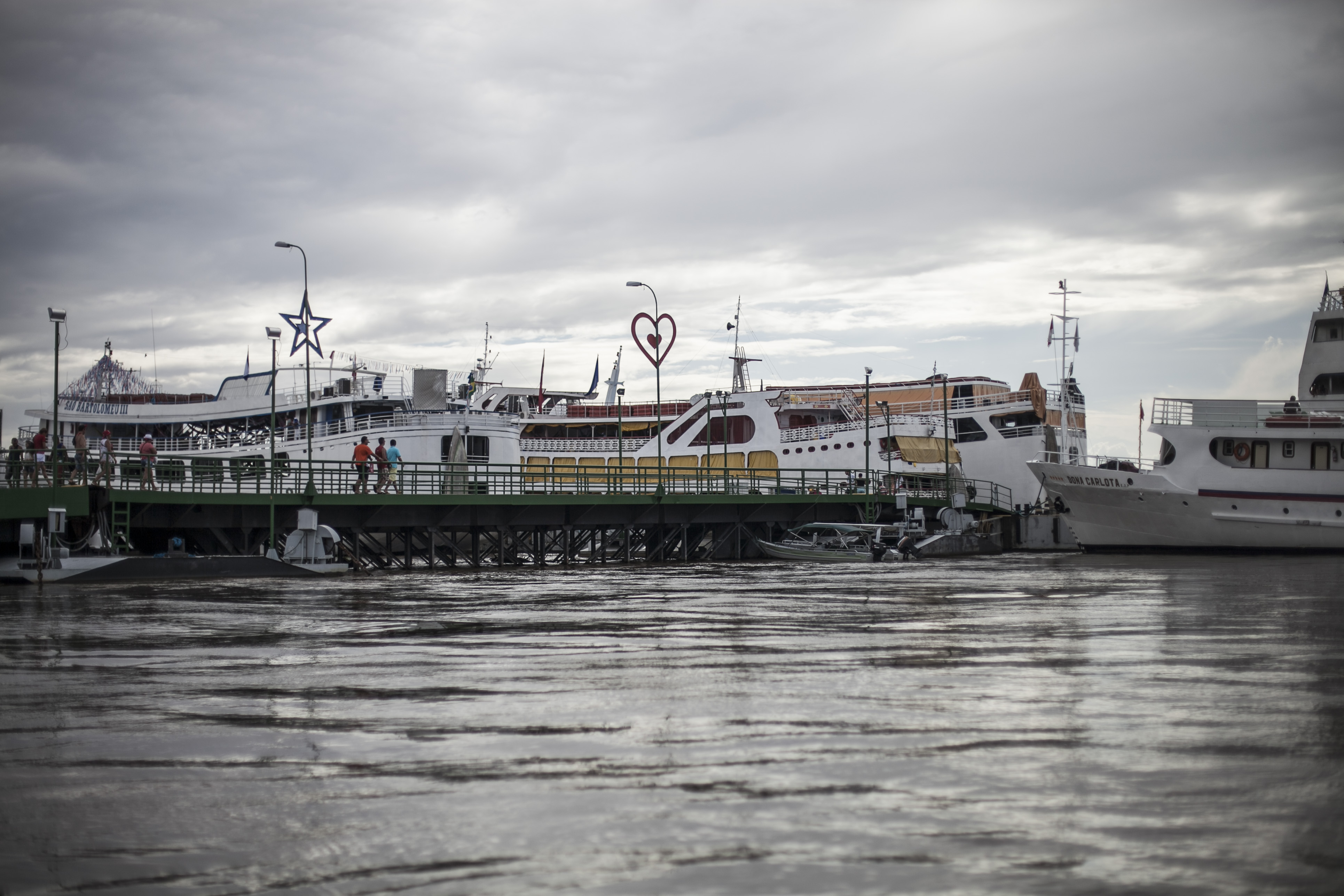
Puerto fluvial de Parintins.
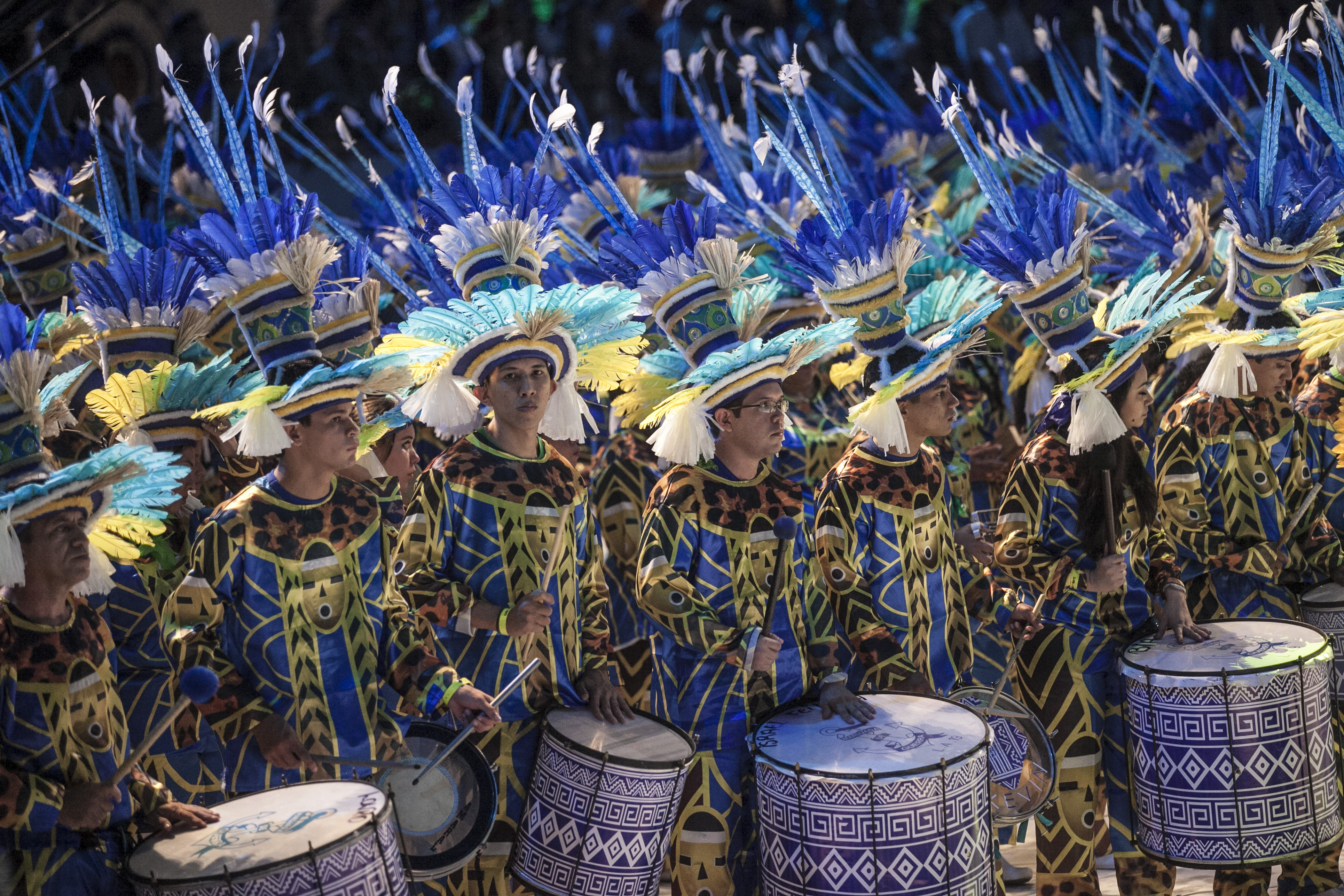
Presentación del Festival de Parintins.
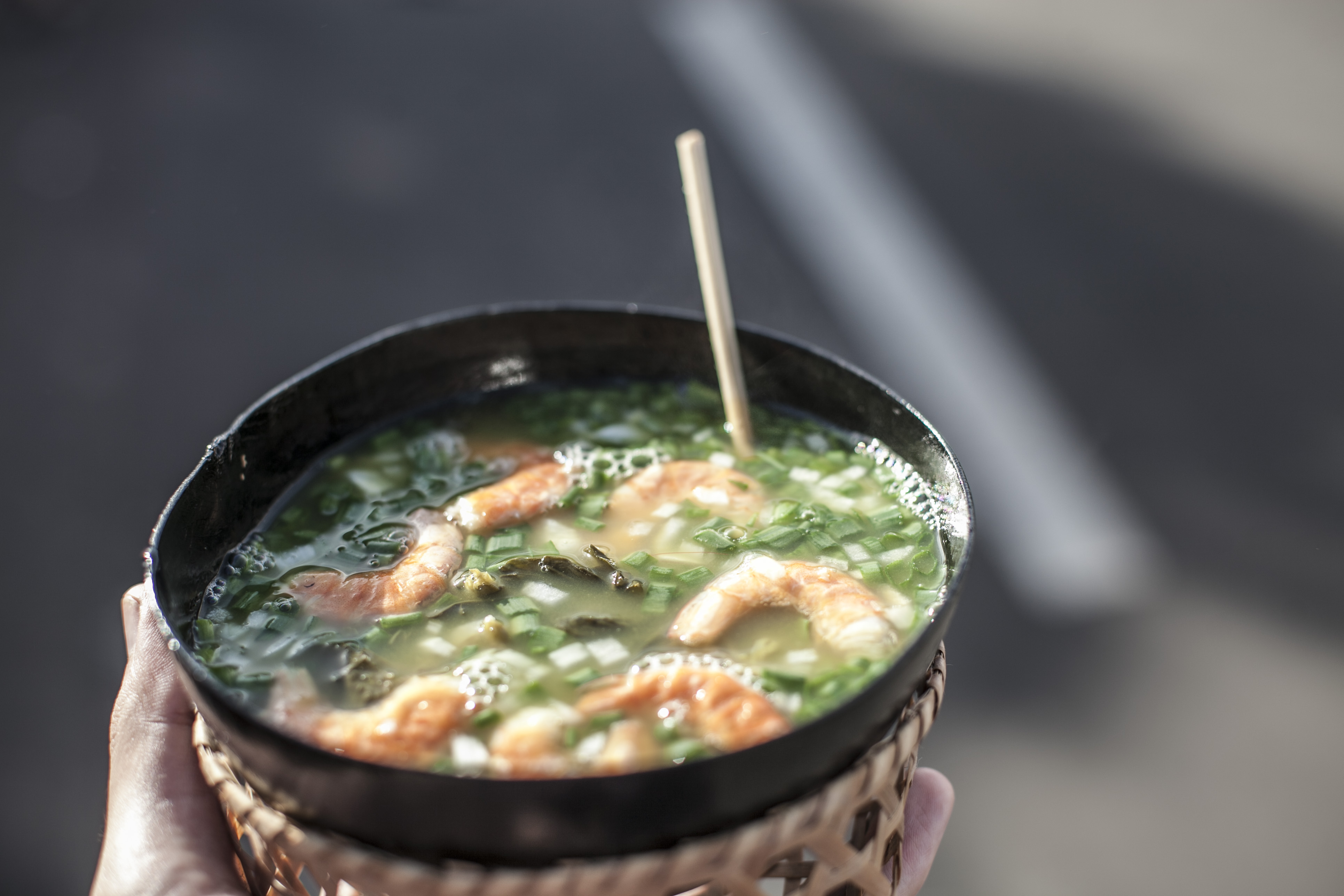
Gastronomía en Parintins.
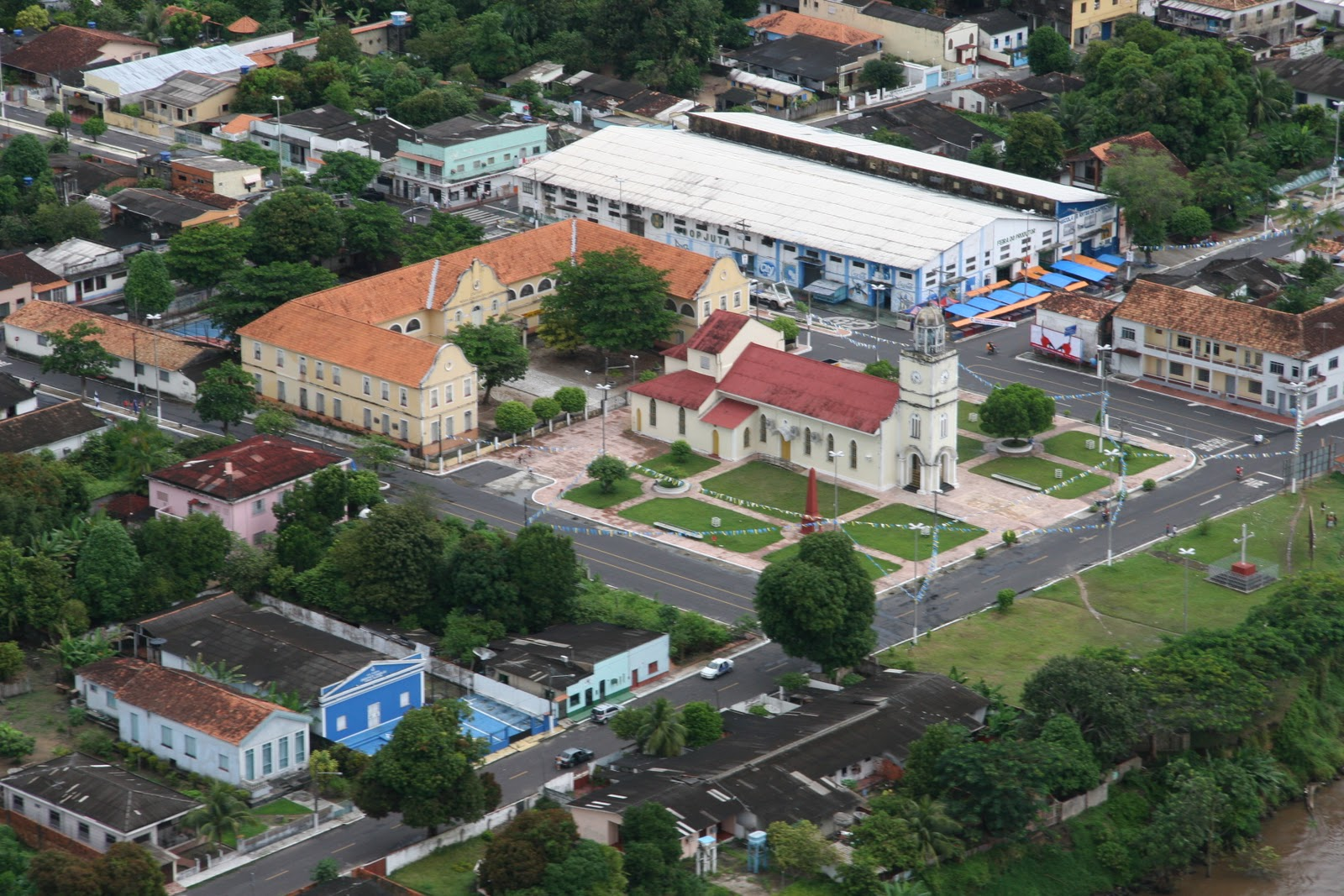
Vista parcial de Parintins.

## Ciudades hermanas
- Estados Unidos - Montgomery
- Brasil - Olinda
- Brasil - Manaos
- Kenia - Nairobi
- Turquía - Estambul

- Datos: Q926713
- Multimedia: Parintins (Amazonas) / Q926713

1. ↑  Worldpostalcodes.org,código postal n.º 69150-000.